# WSE Cup 2023-2024
Navigation
WSE Cup 2022-2023 WSE Cup 2024-2025
La WSE Cup 2023-2024 est la 44e édition de la seconde plus importante compétition de clubs européens de rink hockey organisée par la World Skate Europe.

## Format
Le format de la compétition est le suivant :
- Tour de qualification : 4 groupes de 4 clubs
- Huitièmes de finale : 8 matchs en aller-retour
- Quarts de finale : 4 matchs en aller-retour
- Phase finale à 4 clubs

|                                    | Équipes qualifiées auparavant          | Équipes entrant en lice |
| ---------------------------------- | -------------------------------------- | ----------------------- |
| Tour de qualification (16 équipes) | -                                      | - 16 équipes            |
| Huitièmes de finale (16 équipes)   | - 8 qualifiés du Tour de qualification | - 8 équipes             |
| Quarts de finale (8 équipes)       | - 8 qualifiés des Huitièmes de finale  | -                       |
| Phase finale (4 équipes)           | - 4 qualifiés des quarts de finale     | -                       |

## Participants
Un total de 24 clubs participent à la compétition.

| Portugal                                                               | Italie                                   | Espagne               | France                                    | Suisse                            | Allemagne           | Angleterre          |
| Huitièmes de finale                                                    | Huitièmes de finale                      | Huitièmes de finale   | Huitièmes de finale                       | Huitièmes de finale               | Huitièmes de finale | Huitièmes de finale |
| ---------------------------------------------------------------------- | ---------------------------------------- | --------------------- | ----------------------------------------- | --------------------------------- | ------------------- | ------------------- |
| Clubs éliminés de la 2e phase de qualification en Ligue des champions  |                                          |                       |                                           |                                   |                     |                     |
|                                                                        | Hockey Sarzana                           | Igualada HC CE Noia   | CS Noisy-le-Grand US Coutras La Vendéenne | RHC Diessbach                     | SKG Herringen       |                     |
| Tour de qualification                                                  |                                          |                       |                                           |                                   |                     |                     |
| HC Braga GRF Murches                                                   | HRC Monza                                | PAS Alcoi CP Voltregà | RHC Lyon                                  | RSC Uttigen RHC Wimmis Genève RHC | RSC Cronenberg      |                     |
| Clubs éliminés de la 1re phase de qualification en Ligue des champions |                                          |                       |                                           |                                   |                     |                     |
|                                                                        | CP Grosseto Follonica Hockey HC Valdagno |                       |                                           | SC Thunerstern                    | RESG Walsum         | King’s Lynn RHC     |

## Phase qualificative

### Tour de qualification
Les deux premiers de chaque groupe se qualifient pour les Huitièmes de finale. Les rencontres ont lieu du 17 au 19 novembre 2023.
Un club par groupe est désigné pays hôte H.

#### Groupe A
| Rang | Équipe          | Pts | J | G | N | P | Bp | Bc | Diff |  | Résultats       |  |     |      |      |
| ---- | --------------- | --- | - | - | - | - | -- | -- | ---- |  | --------------- |  | --- | ---- | ---- |
| 1    | PAS Alcoi       | 9   | 3 | 3 | 0 | 0 | 25 | 4  | +21  |  | PAS Alcoi       |  | 5-1 | 10-0 | 10-3 |
| 2    | HRC Monza H     | 6   | 3 | 2 | 0 | 1 | 17 | 9  | +8   |  | HRC Monza H     |  |     | 4-3  | 12-1 |
| 3    | SC Thunerstern  | 3   | 3 | 1 | 0 | 2 | 8  | 18 | -10  |  | SC Thunerstern  |  |     |      | 5-4  |
| 4    | King’s Lynn RHC | 0   | 3 | 0 | 0 | 3 | 8  | 27 | -19  |  | King’s Lynn RHC |  |     |      |      |

#### Groupe B
| Rang | Équipe           | Pts | J | G | N | P | Bp | Bc | Diff |  | Résultats        |  |     |      |     |
| ---- | ---------------- | --- | - | - | - | - | -- | -- | ---- |  | ---------------- |  | --- | ---- | --- |
| 1    | Follonica Hockey | 9   | 3 | 3 | 0 | 0 | 21 | 5  | +16  |  | Follonica Hockey |  | 9-3 | 6-2  | 6-0 |
| 2    | HC Braga H       | 6   | 3 | 2 | 0 | 1 | 22 | 9  | +13  |  | HC Braga H       |  |     | 10-0 | 9-0 |
| 3    | RHC Wimmis       | 3   | 3 | 1 | 0 | 2 | 5  | 16 | -11  |  | RHC Wimmis       |  |     |      | 3-0 |
| 4    | RSC Uttigen      | 0   | 3 | 0 | 0 | 3 | 0  | 18 | -18  |  | RSC Uttigen      |  |     |      |     |

#### Groupe C
| Rang | Équipe           | Pts | J | G | N | P | Bp | Bc | Diff |  | Résultats        |  |     |      |     |
| ---- | ---------------- | --- | - | - | - | - | -- | -- | ---- |  | ---------------- |  | --- | ---- | --- |
| 1    | HC Valdagno      | 9   | 3 | 3 | 0 | 0 | 18 | 6  | +12  |  | HC Valdagno      |  | 4-3 | 10-0 | 4-3 |
| 2    | CP Grosseto      | 6   | 3 | 2 | 0 | 1 | 14 | 8  | +6   |  | CP Grosseto      |  |     | 5-2  | 6-2 |
| 3    | Genève RHC       | 3   | 3 | 1 | 0 | 2 | 9  | 17 | -8   |  | Genève RHC       |  |     |      | 7-2 |
| 4    | RSC Cronenberg H | 0   | 3 | 0 | 0 | 3 | 7  | 17 | -10  |  | RSC Cronenberg H |  |     |      |     |

#### Groupe D
| Rang | Équipe        | Pts | J | G | N | P | Bp | Bc | Diff |  | Résultats     |  |     |     |     |
| ---- | ------------- | --- | - | - | - | - | -- | -- | ---- |  | ------------- |  | --- | --- | --- |
| 1    | GRF Murches   | 9   | 3 | 3 | 0 | 0 | 15 | 9  | +6   |  | GRF Murches   |  | 5-4 | 4-3 | 6-2 |
| 2    | CP Voltregà   | 6   | 3 | 2 | 0 | 1 | 17 | 7  | +10  |  | CP Voltregà   |  |     | 6-2 | 7-0 |
| 3    | RHC Lyon      | 3   | 3 | 1 | 0 | 2 | 13 | 15 | -2   |  | RHC Lyon      |  |     |     | 8-5 |
| 4    | RESG Walsum H | 0   | 3 | 0 | 0 | 3 | 7  | 21 | -14  |  | RESG Walsum H |  |     |     |     |

## Phase éliminatoire

### Huitièmes de finale
Les huit qualifiés du tour de qualification, rejoints par les huit éliminés de la 2e phase de qualification en Ligue des champions participent aux Huitièmes de finale. Les rencontres se jouent en matchs aller et retour. Les matchs aller se déroulent le 16 décembre, et les matchs retour le 20 janvier.
| Équipe 1         | Score            | Équipe 2          | Aller  | Retour      | N° |
| ---------------- | ---------------- | ----------------- | ------ | ----------- | -- |
| GRF Murches      | 11-10            | RHC Diessbach     | 9 - 4  | 2 - 6       | 1  |
| CP Voltregà      | 15-4             | CS Noisy-le-Grand | 11 - 2 | 4 - 4       | 2  |
| CP Grosseto      | 5-5 0-1 t. a. b. | Igualada HC       | 3 - 2  | 2 - 3 a. p. | 3  |
| HC Valdagno      | 5-4              | La Vendéenne      | 4 - 3  | 1 - 1       | 4  |
| PAS Alcoi        | 8-11             | Hockey Sarzana    | 4 - 3  | 4 - 8       | 5  |
| HRC Monza        | 9-5              | CE Noia           | 3 - 2  | 6 - 3       | 6  |
| Follonica Hockey | 11-4             | SKG Herringen     | 6 - 1  | 5 - 3       | 7  |
| HC Braga         | 4-4 2-1 t. a. b. | US Coutras        | 2 - 2  | 2 - 2 a. p. | 8  |

### Quarts de finale
Les rencontres se jouent en matchs aller et retour. Les vainqueurs sont qualifiés pour la finale à quatre qui se déroule chez l'un des vainqueurs. 
 Les matchs aller se déroulent le 17 février, et les matchs retour le 16 mars.
| Équipe 1         | Score                | Équipe 2    | Aller | Retour      | N° |
| ---------------- | -------------------- | ----------- | ----- | ----------- | -- |
| Follonica Hockey | 6 - 5                | GRF Murches | 3 - 3 | 3 - 2       | 9  |
| CP Voltregà      | 8 - 7                | HC Braga    | 8 - 3 | 0 - 4       | 10 |
| Hockey Sarzana   | 14 - 4               | HRC Monza   | 8 - 1 | 6 - 3       | 11 |
| Igualada HC      | 8 - 8 2 - 1 t. a. b. | HC Valdagno | 2 - 1 | 6 - 7 a. p. | 12 |

## Phase finale
La Phase finale (Final Four) se déroule au Poliesportiu Les Comes à Igualada. Les rencontres ont lieu du 13 avril au 14 avril:
|  | Demi-finales     | Demi-finales     | Demi-finales     | Demi-finales     |             |             | Finale        | Finale        | Finale        | Finale        |
|  |                  |                  |                  |                  |             |             |               |               |               |               |
|  | 13 avril 2024    | 13 avril 2024    | 13 avril 2024    | 13 avril 2024    |             |             | 14 avril 2024 | 14 avril 2024 | 14 avril 2024 | 14 avril 2024 |
|  | Hockey Sarzana   | Hockey Sarzana   | 1                | 1                |             |             | 14 avril 2024 | 14 avril 2024 | 14 avril 2024 | 14 avril 2024 |
|  | Hockey Sarzana   | Hockey Sarzana   | 1                | 1                |             |             | 14 avril 2024 | 14 avril 2024 | 14 avril 2024 | 14 avril 2024 |
|  | Igualada HC      | Igualada HC      | 8                | 8                |             |             | 14 avril 2024 | 14 avril 2024 | 14 avril 2024 | 14 avril 2024 |
|  | Igualada HC      | Igualada HC      | 8                | 8                | Igualada HC | Igualada HC | 4             | 4             |               |               |
|  | 13 avril 2024    |                  |                  |                  | Igualada HC | Igualada HC | 4             | 4             |               |               |
|  |                  |                  | Follonica Hockey | Follonica Hockey | 2           | 2           |               |               |               |               |
|  | CP Voltregà      | CP Voltregà      | Follonica Hockey | Follonica Hockey | 2           | 2           | 1             | 1             |               |               |
|  | CP Voltregà      | CP Voltregà      |                  |                  |             |             |               | 1             |               |               |
|  | Follonica Hockey | Follonica Hockey | 5                | 5                |             |             |               |               |               |               |
|  | Follonica Hockey | Follonica Hockey | 5                | 5                |             |             |               |               |               |               |

### Demi-finale
| 13 avril 2024 | Hockey Sarzana | 1 - 8 | Igualada HC | Poliesportiu Les Comes |  |
|               |                |       |             |                        |  |
|               | Rapport        |       |             |                        |  |

| 13 avril 2024 | CP Voltregà | 1 - 5 | Follonica Hockey | Poliesportiu Les Comes |  |
|               |             |       |                  |                        |  |
|               | Rapport     |       |                  |                        |  |

### Finale
| 14 avril 2024 | Igualada HC | 4 - 2 | Follonica Hockey | Poliesportiu Les Comes |  |
|               | Nil Cervera |       | Davide Banini    |                        |  |
|               | Rapport     |       |                  |                        |  |